# Friedrich Ernst Dorn
Friedrich Ernst Dorn, nemški fizik, * 27. julij 1848, Guttstadt, Provinca Prusija (sedaj Dobre Miasto, Poljska), † 6. december 1916, Halle, Provinca Saška, Nemčija.
Dorn je leta 1900 prvi odkril tretji radioaktivni element, kasneje poimenovan radon, ki ga je oddajal radij.

## Življenje in delo
Študiral je na Univerzi v Königsbergu. Leta 1885 je na Univerzi v Halleju postal osebni ordinarij za teoretično fiziko. Pred njim je na tem mestu služboval Aberbeck. Ker je bil Dorn že ordinarij, je lahko imel še naprej ta naziv. Leta 1895 je Dorn v Halleju nasledil Knoblaucha kot ordinarij za eksperimentalno fiziko in predstojnik fizikalnega inštituta. Dornovo prejšnje mesto je zasedel Karl Schmidt, ki je bil privatni docent, in so ga imenovali za ekstraordinarija za teoretično fiziko.
Dorn je leta 1900 objavil članek v katerem je opisal poskuse, v katerih je ponovil in razširil prejšnje delo Rutherforda o toriju. Potrdil je Rutherfordovo spoznanje da je torij oddajal radioaktivno snov in da element radij oddaja podobno sevanje. Nadaljnje delo Rutherforda in Soddyja je pokazalo da tako torij in radij oddajata enako sevanje, da je plin in da gre dejansko za nov element.
Dorn je imenoval radioaktivni plinski produkt preprosto »izžarevanje«, leta 1904 pa je Rutherford za isto snov uvedel pojem »radijsko izžarevanje«. Ramsay je kasneje predlagal pojem »niton« iz latinske besede »nitens«, kar pomeni sijanje. Leta 1923 je mednarodna skupina znanstvenikov ime spet spremenila v radon.
Marshalla sta pregledala izvirne članke, ki so vodili do odkritja radona, in njuno delo lahko imamo za dober in obsežen vir. Zaključila sta da bi morali imeti Rutherforda za odkritelja radona, ker je prvi odkril, da ga seva neki radioizotop (torij) in prvi ugotovil da je radon plin. Rutherford je tudi prvi povezal svoje delo o radonu z delom drugih o radonovi atomski teži, spektru in njegovi legi v periodnem sistemu elementov.